# Roupie de l'Inde portugaise
Pour les articles homonymes, voir Roupie.
La roupie de l'Inde portugaise ((pt) rupia da Índia Portuguesa) est l'ancienne monnaie utilisée en Inde portugaise de 1668 jusqu'en 1958. Elle a été remplacée par l'escudo de l'Inde portugaise.

## Histoire monétaire

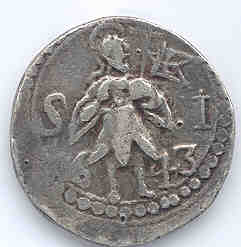
Pièce d'argent de 2 tangas (revers), frappée à Goa datée 1643.

Vers 1668, le Royaume du Portugal met en place une monnaie plus structurée, destinée au commerce et aux échanges intérieurs de ces établissements en liens avec le reste de l'Inde (Estado Português da Índia), où la présence portugaise est attestée depuis la toute fin du XVe siècle. Auparavant, les émissions monétaires restèrent assez rares, mais le gouverneur fut chargé d'y frapper des xerafims (ou xarafim, xaraefim, mot d'origine arabo-perse, pour ashrafi (en)) d'une valeur de 300 reis,, pièce en argent équivalente à deux roupies locales, et divisée en tangas. Avec les années le double-xerafim s'appela rupia, par exemple à Goa. D'autres sous-unités existaient, prenant la forme de petites pièces appelées réis (réaux) et pardao. Certains gros modules en argent, comme la pièce de huit réaux frappées par l'Espagne, y circulent également, contremarqués aux armes du Portugal.

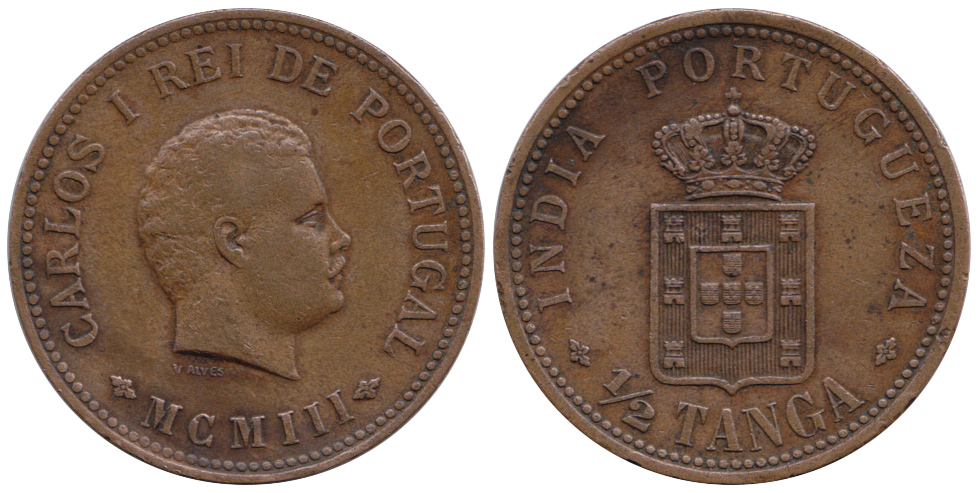
Pièce de 1/2 tanga (1903).

Avant 1871, la roupie portugaise était divisée en 750 bazarucos, 600 réis, 20 pardaos ou 10 tangas. Une roupie valait deux xerafims. Ce système non-décimal va perdurer après cette date mais suivant un nouveau système : une roupie vaut désormais 960 réis ou 16 tangas, un tanga valant donc 60 réis. Le cours de la rupia est aligné sur celui de la roupie du Raj britannique, au pair. Un tanga équivalait donc à un anna. En 1910, le système n'évolue pas, là encore sous la pression de Londres, quand le réal portugais disparaît.
En 1958, cette monnaie est remplacée par l'escudo au taux de 1 roupie pour 6 escudos.

## Émissions monétaires

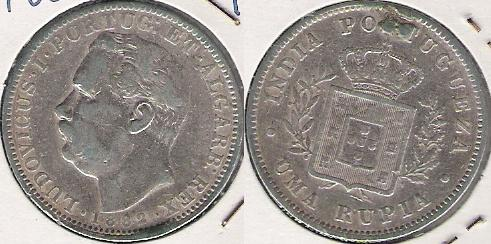
Pièce de 1 roupie (1882), au profil de Luis Ier.

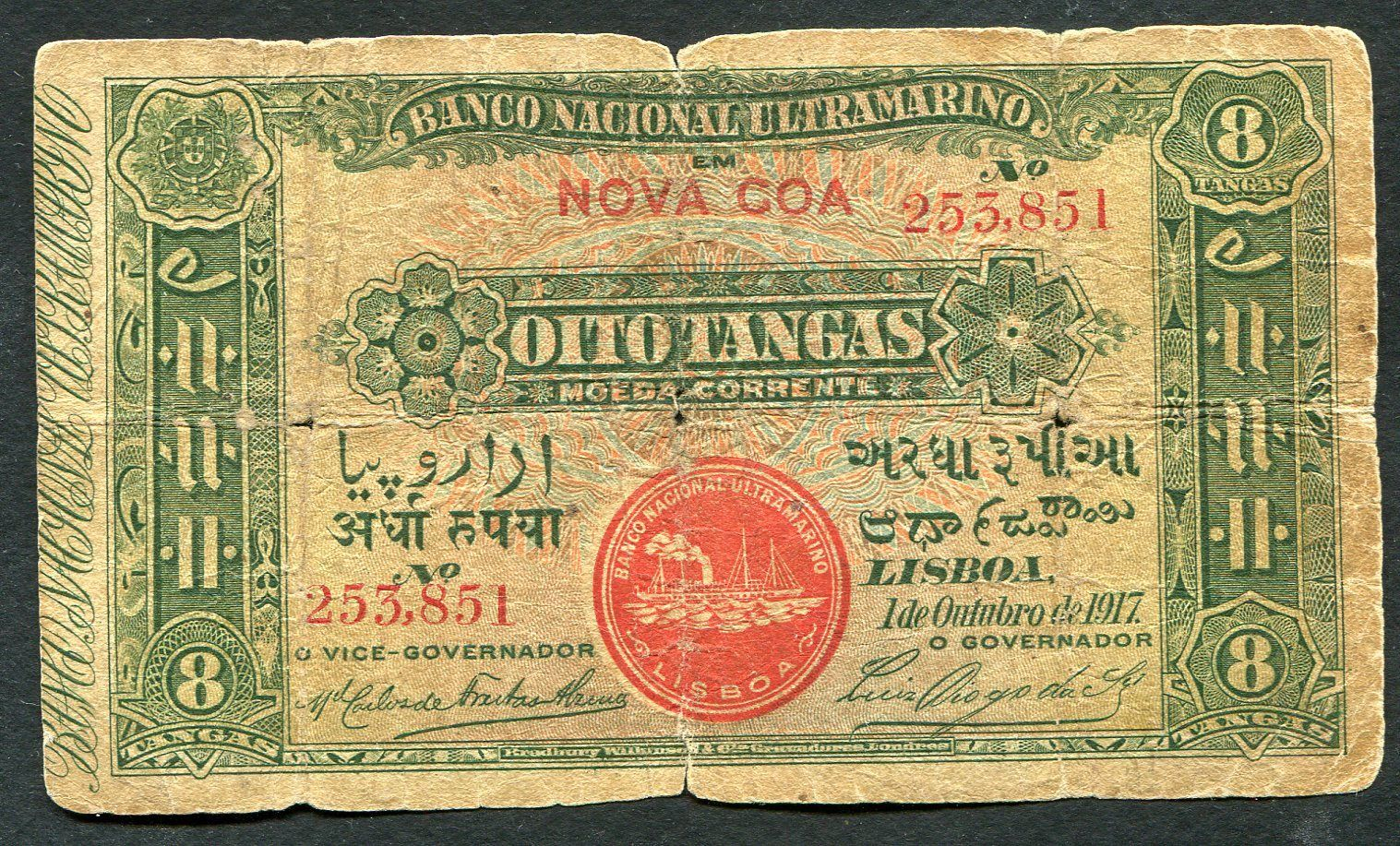
Revers du billet de 8 tangas de Nova Goa (série de 1917) imprimé par Bradbury & Wilkinson (Londres).

Goa, Daman et Diu frappent leurs propres formes de pièces dans leurs ateliers respectifs jusqu'au milieu du XIXe siècle. Par exemple, Diu produisait localement jusqu'en 1859 des modules en plomb et en étain, relativement fragiles, et donc devenus très rares, pour des valeurs de 5 et 10 bazarucos. Des pièces en argent de 150 et 300 réis, et d'une roupie furent également produites.
Goa possédait trois ateliers et donc assura une importante production au moins depuis 1509 sous la forme de dinheiros, puis des pièces en or d'une valeur de 1, 2, 4, 8 et 12 xerafins. Les Britanniques fermèrent ces ateliers en 1869.
À partir de 1871, les pièces sont frappées à Lisbonne par la Casa de Moeda et les billets sont, en général, produits par des imprimeurs britanniques, d'abord, à partir de 1882, sous le contrôle du Trésor portugais (Junta da Fazenda Pública) puis, à partir de 1914, de la Banco Nacional Ultramarino.